# Juan Manuel Santisteban
Juan Manuel Santisteban Lapeire (Ampuero, 25 ottobre 1944 – Aci Sant'Antonio, 21 maggio 1976) è stato un ciclista su strada spagnolo.
Professionista dal 1970 al 1976 (anno del decesso, avvenuto per causa di una caduta, durante la prima semitappa, della prima tappa, del Giro d'Italia, ad Aci Sant'Antonio), in carriera vinse due frazioni alla Vuelta a España e una al Critérium du Dauphiné.

## Palmarès
- 1971 (Karpy-Licor, tre vittorie)

5ª tappa, 1ª semitappa Vuelta a Asturias
3ª tappa Vuelta a Levante
3ª tappa Vuelta a Cantabria
- 1972 (Karpy-Licor, una vittoria)

4ª tappa Volta Ciclista a Catalunya (La Seu d'Urgell > Manresa)
- 1973 (Monteverde, una vittoria)

9ª tappa, 1ª semitappa Vuelta a España (Calafell > Barcellona)
- 1974 (KAS, sette vittorie)

4ª tappa Vuelta a Asturias (Siero > Cangas del Narcea)
Classifica generale Vuelta a Asturias
Classifica generale Tres dias de Leganés
4ª tappa Vuelta a los Valles Mineros
15ª tappa Vuelta a España (Cangas de Onís > Laredo)
6ª tappa, 1ª semitappa Critérium du Dauphiné (Veynes > Veynes)
2ª tappa Vuelta a Aragón
- 1976 (KAS, una vittoria)

7ª tappa Vuelta a Andalucía (El Puerto de Santa María > La Línea de la Concepción)

### Altri successi
- 1974 (KAS)

2ª tappa, 2ª semitappa Vuelta a Asturias (Gijón, cronosquadre)

## Piazzamenti

### Grandi Giri
- Giro d'Italia

1976: deceduto (1ª semitappa, 1ª tappa)
- Vuelta a España

1970: 10º
1971: ritirato
1973: 41º
1974: 39º
1975: 43º
1976: 31º